# Fabryka Maszyn i Odlewów „Orthwein, Karasiński i S-ka”
Fabryka Maszyn i Odlewów „Orthwein, Karasiński i S-ka” (później także: Towarzystwo Akcyjne Fabryki Maszyn i Odlewni „Orthwein, Karasiński i S-ka”, franc: S.A. de la Fabrique de Machines et Fonderies „Orthwein, Karasiński & Cie.”) – zakłady przemysłu maszynowego i odlewnia w Warszawie. Przedsiębiorstwo zostało założone w roku 1877. Na początku stulecia i w okresie międzywojennym należało do najważniejszych zakładów przemysłu maszynowego Warszawy.

## Historia
W 1877 Edward Florentyn Orthwein (ok. 1848-1896) i Stefan Markowski (1849-1910) założyli fabrykę maszyn parowych „Orthwein-Markowski” Po śmierci Edwarda Orthweina jego młodszy brat Antoni (1861-1939) reprezentował interesy rodziny. Kolejnym udziałowcem został inżynier Leon Karasiński (1851-1911). Przedsiębiorstwo przyjęło wtedy nazwę Fabryka Maszyn i Odlewni „Orthwein i Karasiński i S-ka”, przy czym S-ka odnosiło się do dalszych udziałowców. Założyciele firmy wywodzili się z żydowskich rodzin.
Siedziba firmy mieściła się w centrum Warszawy w murowanym z cegły budynku przy ulicy Złotej 68. Dwa połączone ze sobą budynki stojące przy ulicy (dwu- i trzykondygnacyjny) wyróżniały się fasadami o dziesięciu osiach okiennych. Łukowe okna otaczały od góry zwieńczenia. Fasady były podzielone gzymsami i lizenami.
Zakłady produkowały od początku maszyny parowe dla tartaków i młynów zbożowych. Później zaczęto produkować wyposażenie cukrowni i olejarni. Według danych firmowych, wyposażono 155 cukrowni, z tego 63 na obszarze Królestwa, a 91 na terenie Rosji, ponadto jedną na terenie monarchii austro-węgierskiej.
Produkowano też lokomobile, silniki gazowe i benzynowo-spirytusowe do innych zastosowań.
Na przełomie stuleci zakłady zatrudniały około pięciuset robotników, a także inżynierów, urzędników i akwizytorów.
W roku 1906 trzy zespoły pompowe dostarczono dla wodociągów warszawskich.
W roku 1909 przedsiębiorstwo przekształcono w spółkę akcyjną (Towarzystwo Akcyjne Fabryki Maszyn i Odlewni „Orthwein, Karasiński i S-ka“). Kapitał zakładowy wyniósł 1,4 miliona złotych. W Kijowie działało przedstawicielstwo firmy.
W 1913 przedsiębiorstwo zatrudniało ok. 500 pracowników.

### Wojny światowe
Przy opuszczeniu Warszawy przez wojska rosyjskie w roku 1915 odchodzący okupanci wywieźli maszyny i podpalili zabudowania – podobnie jak wiele innych zakładów w Warszawie i okolicach (np. Stara Papiernia w Konstancinie-Jeziornie).
Po I wojnie światowej uszkodzone budynki fabryczne przy ulicy Złotej zostały opuszczone. Zamiast tego rozbudowano istniejące już zakłady w podwarszawskich Włochach. Tam znajdowała się również uszkodzona wskutek działań wojennych walcownia Towarzystwo Akcyjne Walcowni „Włochy” (dawniej Towarzystwo Akcyjne Fabryki Łopat Żelaznych) będąca własnością Stanisława Sebastiana Lubomirskiego, który dołączył ten zakład w roku 1921 do firmy „Orthwein i Karasiński”, jak również do fabryki maszyn w krakowskim Borku Fałęckim (którego poprzednim właścicielem było warszawskie towarzystwo „Tehate” Towarzystwo dla Handlu, Przemysłu i Rolnictwa Spółka Akcyjna).
Rokowania w sprawie zjednoczenia spółek były prowadzone po I wojnie światowej pod kierunkiem Edwarda Orthweina.
We Włochach na około dwudziestu hektarach powstał nowoczesny zakład produkcyjny z własną elektrownią, ciepłownią i bocznicą kolejową.
Konsorcjum zarządzające przedsiębiorstwa było odpowiedzialne przed Radą Towarzystwa. Prezesem został Stanisław Sebastian Lubomirski, członkami Franciszek Brugger i Ludwik Rossmann. Zarządem kierował Edward Orthwein.
Do chwili wybuchu II wojny światowej Zakłady należały do najbardziej nowoczesnych zakładów II Rzeczypospolitej.
Teren dawnego zakładu przy ulicy Złotej został w okresie międzywojennym sprzedany i rozparcelowany. Powstały na nim drobniejsze zakłady, m.in. Polskie Zakłady Škoda S.A. i magazyny. Powstało też kino „Uciecha”.
Po zniszczeniach wojennych i wywłaszczeniu na mocy Dekretu Bieruta przedsiębiorstwo przestało istnieć w latach czterdziestych XX wieku. Ruiny ceglanych budynków przy ulicy Złotej zostały rozebrane w latach sześćdziesiątych, na ich miejscu powstała szkoła i budynki mieszkalne.